# Экибастузская ГРЭС-2
Экибастузская ГРЭС-2 — вторая, после Экибастузской ГРЭС-1, тепловая электростанция в городе Экибастузе Павлодарской области Казахстана.

## Строительство
Строительство станции началось в 1979 году. В торжественной закладке основания ГРЭС-2 принял участие председатель Совета Министров Казахской ССР Б. А. Ашимов и министр энергетики СССР П. С. Непорожний.
Проектом, разработанным в 1983 году НоТЭП, предусматривалось строительство 8 энергоблоков по 500 МВт. Впрочем, в 1993 году, после пуска в эксплуатацию второго энергоблока дальнейшее развитие станции было приостановлено. В то же время в «ЭГРЭС-2» был создан значительный задел для строительства последующих энергоблоков. К примеру, водохранилище-охладитель и золоотвал сооружены на 16 энергоблоков, химический цех построен с учётом 8 энергоблоков, топливно-транспортный цех способен обеспечить работу 4 энергоблоков.

## Общие сведения
Первый энергоблок введён в работу 25 декабря 1990 года, второй энергоблок — 31 декабря 1993 года.
Железобетонная дымовая труба, построенная в 1987 году, имея высоту 420 м, является самой высокой в мире и занесена в Книгу рекордов Гиннесса. Суммарная масса трубы составляет 60 тысяч тонн, её диаметр у основания составляет 44 м, диаметр устья — 14,2 м. Идентичная дымовая труба была спроектирована и для Норильского ГМК, но от её сооружения отказались.
ЭГРЭС-2 вырабатывает электроэнергию из высокозольного экибастузского угля двумя энергоблоками по 500 МВт, имеет установленную мощность 1000 МВт, каждый из которых оснащен котлоагрегатами П-57Р. Два её энергоблока вырабатывают сегодня[когда?] около 12 % всей электроэнергии, производимой в республике. Энергия ГРЭС-2 предназначена для обеспечения севера Казахстана. Потребителями являются десятки предприятий не только Казахстана, но и России. Среди них Казахстанские железные дороги, космодром «Байконур», канал Иртыш-Караганда.
В конце 2005 года на базе Экибастузской ГРЭС-2 было создано совместное казахстанско-российское энергетическое предприятие. Исходя из этого, в целях реализации республиканской программы развития энергетической отрасли до 2015 года, ТОО «КазНИПИЭнергопром», по заданию АО «СЭГРЭС-2», выполнено технико-экономическое обоснование (ТЭО) строительства 3 и 4 энергоблоков. Параметры и сроки изготовления основного энергетического оборудования согласованы с заводами-производителями.

## Развитие
11 сентября 2009 года, на форуме межрегионального сотрудничества, министрами энергетики РФ и Казахстана было подписано соглашение о строительстве и эксплуатации 3-го блока Экибастузской ГРЭС-2.
В 2007—2009 годах станция осуществила очень важный этап программы: установку высокоэффективных электрофильтров фирмы Alstom. Это позволит значительно сократить выбросы станции в атмосферу, что, в свою очередь, значительно улучшит экологическую обстановку в Павлодарской области.
С 2014 года планировалось строительство 3-го, а затем и 4-го энергоблока. Однако позже реализация несколько раз откладывалась. В 2024 году с российско-казахстанским консорциумом был подписан ЕРС-контракт на строительство энергоблоков №3 и №4 мощностью по 540 МВт каждый, с ориентировочной датой ввода на 2028 и 2030 года соответственно.

## Энергоблоки
- 1-й энергоблок был введён в эксплуатацию в декабре 1990. Мощность 500 МВт.
- 2-й энергоблок был введён в эксплуатацию в декабре 1993. Мощность 500 МВт.
- 3-й энергоблок — в проекте. Плановая мощность 540 МВт[5].
- 4-й энергоблок — в проекте. Плановая мощность 540 МВт[5].

## Собственники
С 2003 года АО Экибастузская ГРЭС-2 находилась на балансе АО «Самрук-Энерго» (Казахстан) и ОАО «ИНТЕР РАО ЕЭС» (Россия), которым принадлежит по 50% акций.
В декабре 2019 года «ИНТЕР РАО ЕЭС» продала 50% акций казахстанскому государственному холдингу «Самрук-Казына», таким образом «Самрук-Казына» стала полным и единственным владельцем Экибастузской ГРЭС-2.